# Nagypáli NLSE
A Nagypáli NLSE egy magyar női labdarúgócsapat. Székhelye Nagypáliban található.

## Története
A Nagypáli NLSE 1997-ben alakult, akkor még Nagykutas NLSE néven. Először a Zala megyei bajnokságban indult a csapat. Első megyei bajnoki címét 2000-ben szerezte az együttes, amelyet kétszer meg is védtek (2001, 2002). 2003-ban harmadikak lettek. A 2003–04-es idényben több játékos kölcsönben szerepelt az első osztályú Győri Terán FC csapatában. A következő idényben a Terán FC-vel közösen indultak élvonalban: Nagykutas-Terán FC néven. A mérkőzéseket a Győr melletti Kunszigeten játszotta a csapat, amely sok utazással járt. A 2005–06-os idényben már ismét önálló csapatként az NB II-be nevezett a csapat. Az első idényben harmadik, majd hatodik lett a csapat. 
A 2007–08-as idényben a második hellyel sikerült kiharcolni az NB I-es szereplést. Az első élvonalbeli szereplés során a nyolc csapatos élvonalban a hetedik helyen végzett a csapat, amely a kiesést jelentette. A következő NB II-es idényben a Nyugati-csoport bajnoka lett az együttes és ismét a legjobbak között indulhatott. 2010–11-ben a tíz csapatos élvonalban az alapszakasz során a nyolcadik lett a csapat és az alsóházi rájátszásban szerepelt, ahol javított pozícióján és végül a hetedik lett a bajnokságban és bennmaradt az élvonalban. A következő idényben az alapszakasz során a Nagypáli az ötödik lett így a felsőházi rájátszásban vehet részt.

### Az egyesület nevei
A klub fennállása során több alkalommal is nevet változtatott. Ezek a következők voltak:
- 1997–2004: Nagykutas NLSE
- 2004–2005: Nagykutas-Terán FC
- 2005–2011: Nagykutas NLSE
- 2011– : Nagypáli NLSE

## Eredmények
- Magyar bajnokság
  - 7. (2): 2008–09 (kiesett), 2010–11

- NB II
  - bajnok (1): 2009–10 (Nyugati-csoport)
  - ezüstérmes (1): 2007–08
  - bronzérmes (1): 2005–06
  - 6. (1): 2006–07

## Játékoskeret
A 2011–2012-es szezonban: